# Gbozounmè
Gbozounmè è un arrondissement del Benin situato nella città di Avrankou (dipartimento di Ouémé) con 6.933 abitanti (dato 2006).